# Wolfgang Hempel (Archivar)
Wolfgang Hempel (* 14. Oktober 1931 in Minden) ist ein deutscher Archivar und Dokumentationsmanager.

## Leben
Nach verschiedenen geisteswissenschaftlichen Studien (Geschichte, Germanistik, Volkswirtschaft, Wirtschafts- und Sozialgeschichte, Geschichte, Soziologie, Politik) in Bonn, Münster und Stuttgart ohne Abschluss und einer kaufmännischen Lehre in Düsseldorf mit Abschluss arbeitete Hempel zwischen 1958 und 1966 als Kaufmann in Düsseldorf und Mailand (Italien).
1967 wechselte er zum Südwestfunk (SWF) nach Baden-Baden und begann im Historischen Archiv als freier Mitarbeiter. Ab 1970 reorganisierte er das gesamte SWF-Archiv. Er baute die spätere Hauptabteilung Dokumentation und Archive gänzlich neu auf, setzte als einer der Ersten im Archiv Computer ein und ließ akademische Mitarbeiter zu Wissenschaftlichen Dokumentaren ausbilden, die beim Südwestfunk Dokumentationsredakteure wurden. Dieser neue Beruf verband spezifische Fertigkeiten, die in Rundfunk- und Medienarchiven gebraucht werden, um Material optimal abzulegen, zu erschließen und für den Bedarf der Redakteure wiederzufinden. Die postgraduale Ausbildung erfolgte im Rahmen eines zweijährigen Volontariats nach erfolgreichem Anschluss eines Hochschulstudiums. Teil der Ausbildung war bis 1991 der Besuch des Lehrinstituts für Dokumentation (LID) der DGD in Frankfurt am Main, ab 1992 des neu gegründeten Instituts für Information und Dokumentation (IID) an der Fachhochschule Potsdam. An diesem Institut erlernen die angehenden wissenschaftlichen Dokumentare, aufsetzend auf ein geisteswissenschaftliches Fachstudium, in Verbindung mit ausführlichen Praktika in Medien-Firmen, ihr Handwerkszeug. Hempel war von 1975 bis 1996 Leiter des Fachbereichs und anschließend der Hauptabteilung Dokumentation und Archive beim SWF. 1996 ging Hempel mit 65 Jahren in den Ruhestand.
1995 wurde Hempel zum Ehrenmitglied der Deutschen Gesellschaft für Informationswissenschaft und Informationspraxis e.V. DGD ernannt.
Neben seiner Tätigkeit als Hauptabteilungsleiter im SWF (seit 1988) hatte Hempel 1982 bis 1986 einen Lehrauftrag Archiv, Dokumentation, Recherche in den Rundfunkanstalten im Fachbereich 22 der Universität Münster.
Er war Gründungsmitglied des 1968 auf Anregung von Wilhelm Treue gegründeten Studienkreises Rundfunk und Geschichte, dessen Vorstand er zuerst als Beisitzer und später bis 1999 als Schatzmeister angehörte.
Seit 1968 ist er Mitglied der FDP und der für Medien zuständigen Gewerkschaft (heute ver.di).
Von 1996 bis 2005 war er ehrenamtlicher stellvertretender Direktor des Moses Mendelssohn Zentrums Potsdam, von 2006 bis 2016 war er Mitglied des Kuratoriums des Moses Mendelssohn Zentrums. Von 2001 bis 2004 war er Mitglied des Vorstands der Stiftungen Jugendburg Ludwigstein und des Archivs der deutschen Jugendbewegung in Witzenhausen (Archivreferent). Von 2001 bis 2015 war Hempel Mitglied des Kuratoriums der Stiftung Moses Mendelssohn Akademie Halberstadt; von 1997 bis zu ihrer Auflösung Vorstandsmitglied der Gesellschaft für Geistesgeschichte e.V.
Zu seinem 65. Geburtstag wurde Wolfgang Hempel 1996 zum Ehrensenator der Fachhochschule Potsdam ernannt. 2001, zu seinem Siebzigsten, wurde er der erste Professor ehrenhalber des Landes Brandenburg. Am 13. Juni 2008 verlieh ihm der Brandenburgische Ministerpräsident Matthias Platzeck den Verdienstorden des Landes Brandenburg.